# Louis De Deken
Louis De Deken (? — ?) je bivši belgijski hokejaš na travi. 
Na hokejaškom turniru na Olimpijskim igrama 1928. u Amsterdamu igrajući za Belgiju je osvojio 4. mjesto. Odigrao je dvije utakmice. U susretu za broncu je Belgija izgubila od Njemačke.

## Vanjske poveznice
- Profil na Sports Reference.com  Arhivirana inačica izvorne stranice od 14. studenoga 2012. (Wayback Machine)